# 達馬施托克山
達馬施托克山（Dammastock），是瑞士的山峰，位於該國中南部，處於瓦萊州和烏里州接壤的邊界，屬於烏里山的一部分，海拔高度3,630米，人類在1864年7月28日首次登頂。